# Starszyna
Starszyna (ros. старшина́) – stopień wojskowy w Siłach Zbrojnych ZSRR i Siłach Zbrojnych Federacji Rosyjskiej, wprowadzony w 1935 roku. Odpowiada starszemu chorążemu sztabowemu w Wojsku Polskim.

## Galeria

Oznaczenia stopnia starszyny Armii Czerwonej (1935–1940)
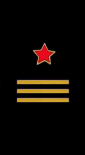
Oznaczenia stopnia starszyny Floty Czerwonej (1935–1940)
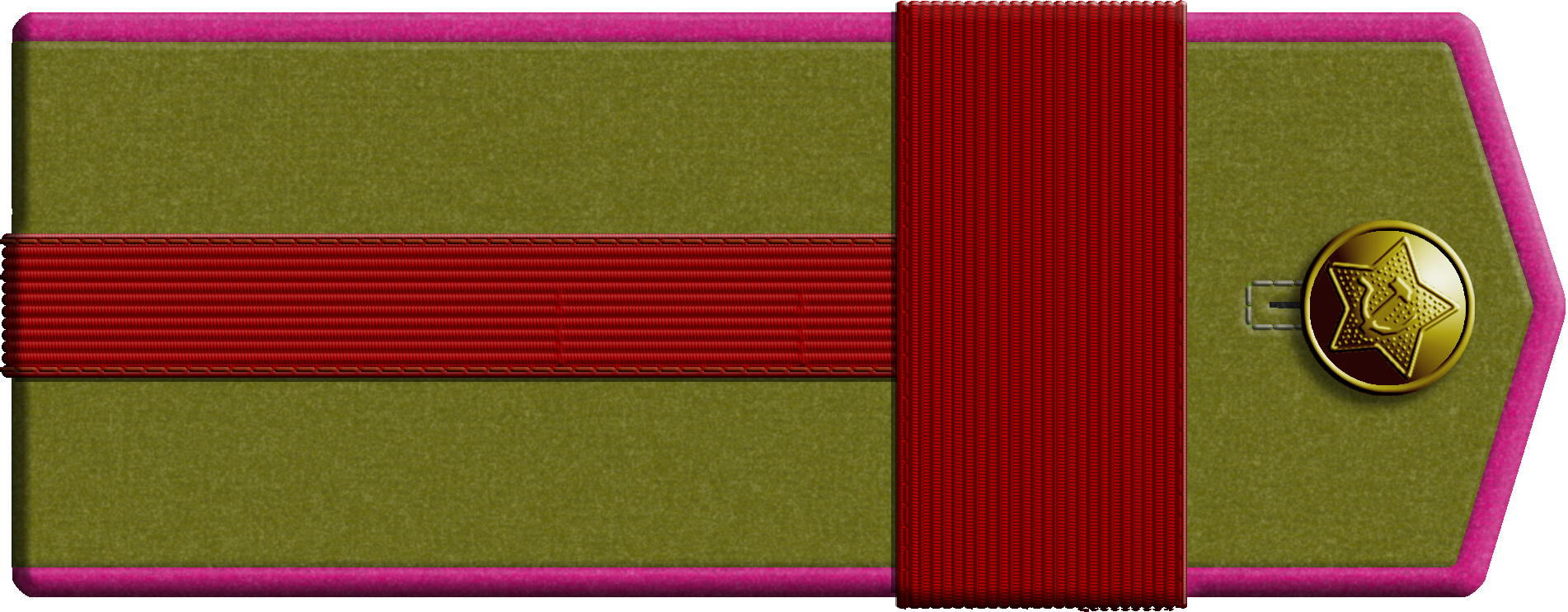
Pagon starszyny Armii Czerwonej i Armii Radzieckiej (1943–1955)
Pagon starszyny Armii Radzieckiej (1955–1963)
Pagon starszyny Wojskowych Sił Powietrznych i WDW (1955–1963)
Pagon starszyny Sił Zbrojnych Federacji Rosyjskiej – wyjściowy (1994–2011)
Pagon starszyny Sił Zbrojnych Federacji Rosyjskiej – polowy (1994–2016)
Pagon starszyny rosyjskiej Policji (od 2011)